# 雅克·安博瓦兹

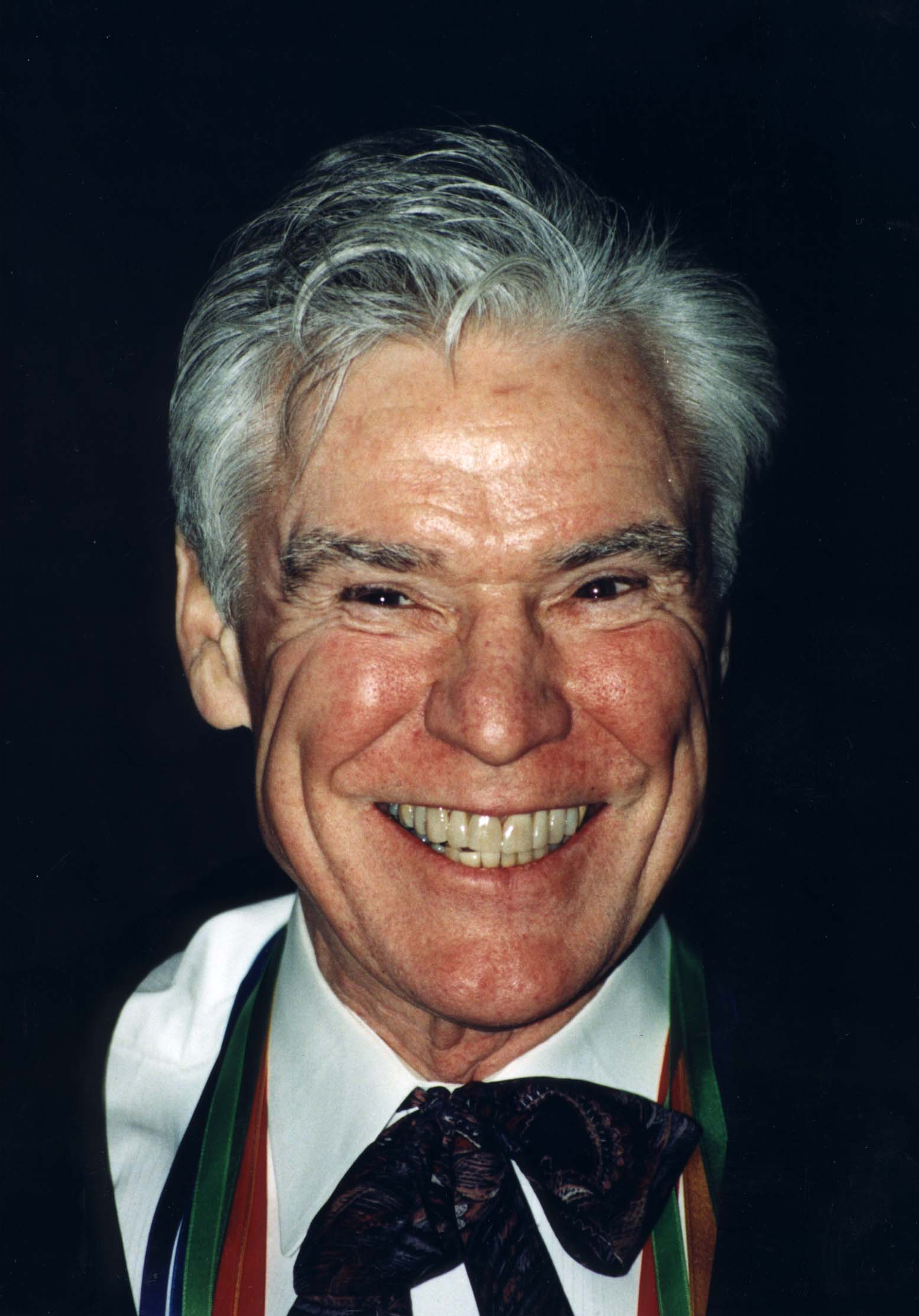
雅克·安博瓦兹

雅克·安博瓦兹（1934年7月28日—2021年5月2日）是一位美国芭蕾舞演员、编舞家和教育家。他于1949年加入紐約市芭蕾舞團，在舞团期間，編舞乔治·巴兰奇為他設計了24個角色，雅克·安博瓦兹就在芭蕾舞舞劇中扮演這些角色。雅克·安博瓦兹還为纽约市芭蕾舞团编排了17部芭蕾舞剧，最終于1984 年退休。他还演过电影。雅克·安博瓦兹于1990年获得麦克阿瑟奖，1995年获得肯尼迪中心荣誉奖，并于1998年获得国家艺术奖章。